# Khruangbin
Khruangbin – amerykański zespół muzyczny założony w 2010 roku w Burton w stanie Teksas z inicjatywy Marka Speera i Laury Lee. Zespół gra w składzie: Mark Speer – gitara solowa, Laura Lee – gitara basowa i Donald Johnson, Jr. – perkusja. Prezentuje melodyjną, głównie instrumentalną muzykę, opartą na soulu i rhythm and bluesie, inspirowaną tajskim rockiem i funkiem z lat 60. i 70., a także wieloma innymi gatunkami i technikami, takimi jak: dub, muzyka hiszpańska, irlandzka, jamajska (reggae) oraz muzyka Afryki Północnej, Iranu i Afganistanu.

## Historia zespołu

### Początki
Mark Speer (ur. 1979) w młodości interesował się hip-hopem. Początkowo zamierzał zostać perkusistą, ale ponieważ nie było go stać na kupno perkusji, wybrał gitarę basową zgłębiając samodzielnie tajniki gry na niej. Gry na gitarze basowej nauczył następnie Laurę Lee, którą poznał w 2006 roku za pośrednictwem ich wspólnego znajomego. Oboje rozpoczęli wspólne improwizowanie. Pierwsze próby odbywali (Speer początkowo na perkusji, a Lee na gitarze basowej) w starej stodole w posiadłości rodziny Speera w mieście Burton, natomiast overdubbing realizowali w SugarHill Recording Studios w Houston. Perkusistą grupy został dawny znajomy Speera, Donald Johnson, który wcześniej był organistą kościelnym. Ostatecznie Speer został gitarzystą solowym. Źródłem inspiracji dla niego i Laury Lee stał się tajski funk, z którym oboje zapoznali się za pośrednictwem blogu Monrakplengthai (pol. Kocham tajską muzykę). Decyzja o założeniu zespołu zapadła po supportingu, inaugurującym w 2010 roku amerykańską trasę Bonobo. Jako nazwę wybrali Khruangbin, co w języku tajskim znaczy „samolot” (lub dosłownie: „silnik latający”). Muzycy zaczęli wspólnie pracować nad materiałem muzycznym. Zespół w tym samym roku zadebiutował wydaną własnym nakładem kasetą-EP-ką „Khruangbin”, wydaną w roku następnym w Stanach Zjednoczonych i Tajlandii w alternatywnej wersji pod tajskim tytułem เครื่องบิน. Piosenka zespołu, „A Calf Born in Winter” znalazła się na miksie Bonobo z 2013 roku, Late Night Tales: Bonobo. Przyjęcie utworu było zdecydowanie pozytywne, więc zespół podpisał kontrakt z wytwórnią Night Time Stories Ltd. W 2014 roku została wydana EP-ka „The Infamous Bill”, a w następnym – kolejna, „History of Flight”, zawierająca covery piosenek tych artystów, którzy wywarli wpływ na zespół, w tym Serge’a Gainsbourga i Yellow Magic Orchestra.

### The Universe Smiles Upon You(2015)
Pod koniec 2015 roku ukazał się debiutancki album zespołu, The Universe Smiles Upon You. Został on zarejestrowany w stodole Speera w Burton. Muzycy podczas dojazdu z Houston do Burton słuchali intensywnie muzyki tajskich grup rockowych i funkowych z lat 60. i 70., takich jak Yodrak Salakchai i Impossibles. Jako podstawę muzyki zespołu Laura Lee wymieniła soul i rhythm and blues. Mówiąc o zainteresowaniach muzycznych jego członków stwierdziła, iż ją samą interesuje rock psychodeliczny, dub i francuski pop, Marka Speera – muzyka z całego świata (Etiopia, Tajlandia, Jamajka, Bliski Wschód), a Donalda Johnsona – hip-hop i rap (Beanz N Kornbread). Jako swoje ulubione basistki wymieniła Tinę Weymoth z Talking Heads i Carol Kaye. Zespół zaprezentował na albumie głównie instrumentalną muzykę, ozdobioną efektami, z którymi zetknął się słuchając wcześniej tajskich nagrań: funky bass, wah-wah, dźwięk klaksonu oraz melodie zaczerpnięte z tradycyjnej, azjatyckiej muzyki ludowej.
W 2016 roku zespół wyruszył w trasę koncertową promującą nowy album. Występował jako support Fathera Johna Misty’ego podczas jego trasy koncertowej po Wielkiej Brytanii i Europie, poza tym sam wyruszył w trasę koncertową po Wielkiej Brytanii i Ameryce. Wystąpił na kilku festiwalach muzycznych: SXSW, Dimensions Festival, Gottwood Festival, Love International, The Great Escape Festival i The Downs Festival (obok Massive Attack).

### Con Todo el Mundo(2018)
Na początku 2018 roku został wydany drugi album zespołu, Con Todo el Mundo. Jego tytuł wymyśliła Laura Lee, której dziadek, Meksykanin z pochodzenia, często zadawał jej pytania w języku hiszpańskim; na jedno z nich: „¿Cómo me quieres?” (Jak bardzo mnie kochasz?) odpowiedziała „Con todo el mundo” („Z całym światem”). Tytuł ten stanowi zarazem kwintesencję celów, jakie członkowie zespołu postawili przed sobą w momencie jego założenia. Wykorzystując różnorakie style i brzmienia, od klasycznego soulu do dubu, od jamajskiego reggae po irański pop, zrealizowali album z myślą o muzyce całego świata, dając do zrozumienia, że wpływy tajskiego funku, które legły u podstaw pierwszego albumu, są tylko jednym z elementów składających się na muzykę zespołu. Nowym elementem, jeśli chodzi o inspirację, była muzyka Bliskiego Wschodu, w tym piosenki irańskiej wokalistki Googoosh, którymi zafascynował się Speer. Poza nimi jako inspirację wymienił muzykę Afganistanu, Północnej Afryki, Hiszpanii i Irlandii. Do jednego z utworów, „Maria También”, został nakręcony wideoklip poświęcony walce o prawa kobiet w Iranie. Równocześnie z wydaniem albumu zespół zaoferował usługę AirKhruang, zapraszając jej użytkowników do ułożenia za pośrednictwem Spotify spersonalizowanej playlisty utworów na zaplanowany lot. Playlisty mają zawierać utwory, które inspirowały zespół w trakcie nagrywania albumu. Po wydaniu albumu zespół wyruszył w promującą go trasę koncertową, a następnie rozpoczął serię występów na całym świecie, zgodnie z przesłaniem zawartym w tytule albumu.

### Mordechai(2020)
W lutym 2020 roku ukazała się EP-ka Texas Sun, nagrana przez Khruangbin ze znajomym wokalistą z Teksasu, Leonem Bridgesem. W czerwcu wyszedł trzeci album studyjny zespołu, Mordechai, na którym znalazło się więcej partii wokalnych. W grudniu zespół wydał kompilację LateNightTales, na której zamieścił covery utworów swoich ulubionych wykonawców, w tym „Illuminations” z albumu Illuminations Carlosa Santany i Alice Coltrane oraz „Зачарованная моя” zespołu Piesniary.

### A La Sala(2024)
W styczniu 2024 roku Khruangbin zapowiedział, że jego nowy album, A La Sala, ukaże się 5 kwietnia za pośrednictwem Dead Oceans. Trio z Houston nagrało album z inżynierem Steve’em Christensenem. Jednocześnie zespół opublikował singiel zwiastujący album, „Watch”. Na albumie znalazło się 12 zrelaksowanych utworów w umiarkowanym tempie, utrzymanych w stylu pomiędzy funkiem a balladą.

## Skład zespołu
- Laura Lee – gitara basowa, śpiew
- Mark Speer – gitara, śpiew
- Donald Johnson – perkusja

## Dyskografia
Zestawienie według Discogs:

### Albumy
- The Universe Smiles upon You (2015)
- Con Todo el Mundo (2018)
- Mordechai (2020)
- A La Sala (2024)

### Albumy koncertowe
- Live @ Helios (2012)
- Live At Lincoln Hall (2018)

### Single i EP
- „Khruangbin” (2011)
- „A Calf Born In Winter” (2014)
- „The Infamous Bill” (2014)
- „History of Flight” (2015)
- „People Everywhere (Still Alive)” (2016)
- „Maria También” (2017)
- „Fall Tour EP” (2017; z Chicano Batman)
- „Christmas Time Is Here” (2018)
- „Texas Sun” (2020; (z Leonem Bridgesem)
- „Time (You And I)” (2020)
- „Barn Breaks Vol. III” (2021; z Owlvaro & Hugo)
- „Dearest Alfred” (2021)
- „The Answer Is” (2021)
- „One to Remember” (2021)
- „So We Won't Forget” (2021)
- „Pelota” (2021)
- „Texas Moon” (2022; (z Leonem Bridgesem)

### Kompilacje/remiksy
- 全てが君に微笑む (2019; tylko w Japonii)
- Hasta El Cielo (2019)
- LateNightTales (2020)
- Mordechai Remixes (2021)